# Брайтенталь (Рейнланд-Пфальц)
Брайтенталь (нім. Breitenthal) — громада в Німеччині, розташована в землі Рейнланд-Пфальц. Входить до складу району Біркенфельд. Складова частина об'єднання громад Геррштайн.
Площа — 3,68 км2. Населення становить 316 ос. (станом на 31 грудня 2020).